# Wydział Matematyczno-Fizyczno-Techniczny Uniwersytetu Pedagogicznego im. KEN w Krakowie
Wydział Matematyczno-Fizyczno-Techniczny Uniwersytetu Pedagogicznego im. Komisji Edukacji Narodowej w Krakowie – jednostka naukowo-dydaktyczna, jeden z siedmiu wydziałów Uniwersytetu. Wydział ma uprawnienia do nadawania stopni naukowych doktora nauk matematycznych w zakresie matematyki oraz doktora nauk fizycznych w zakresie fizyki.
Wydział zlokalizowany jest w Krakowie. Siedziba dziekanatu znajduje się w budynku głównym uczelni przy ul. Podchorążych 2.

## Historia wydziału
Ważniejsze wydarzenia w historii wydziału:
- 1947 – utworzenie Sekcji Matematyczno-Fizycznej pod kierownictwem doc. dr. Jana Leśniaka
- 1948 – przekształcenie Sekcji Matematyczno-Fizycznej w Wydział Matematyczno-Fizyczny, pierwszym dziekanem zostaje doc. dr Jan Leśniak
- 1948/1949 – utworzenie Zakładu Fizyki
- 1949 – utworzenie Zakładu Matematyki
- 1953 – powstanie Katedry Analizy Matematycznej i Katedry Geometrii
- 1954 – uzyskanie uprawnień do nadawania tytułu magistra matematyki
- 1955 – zmiana nazwy Wydziału Matematyczno-Fizycznego na Wydział Matematyczny w związku z likwidacją kierunku fizyka
- 1957 – utworzenie Zakładu Metodyki Matematyki
- 1958 – przekształcenie Zakładu Metodyki Matematyki w samodzielną pierwszą w Polsce Katedrę Dydaktyki Matematyki pod kierownictwem doc. Anny Zofii Krygowskiej
- 1959 – reaktywowanie kierunku fizyka – zmiana nazwy Wydziału Matematycznego na Wydział Matematyczno-Fizyczny
- 1966 – utworzenie Katedr: Maszynoznawstwa, Elektrotechniki Teoretycznej i Technologii Mechanicznej
- 1967/1968 – otwarcie kierunku wychowanie techniczne
- 1970 – uzyskanie uprawnień do nadawania stopnia doktora nauk matematycznych
- 1 grudnia 1971 – zmiana nazwy Wydziału Matematyczno-Fizycznego na Matematyczno-Fizyczno-Techniczny
- 1971 – powstanie Instytutu Techniki z trzech katedr: Maszynoznawstwa, Elektrotechniki Teoretycznej oraz Technologii Mechanicznej
- 1972 – powstanie Instytutu Matematyki z trzech katedr: Analizy Matematycznej, Geometrii oraz Dydaktyki Matematyki
- 1971/1972 – przeniesienie Samodzielnego Zakładu Chemii z Wydziału Geograficzno-Biologicznego na Wydział Matematyczno-Fizyczny
- 1973 – utworzenie Samodzielnego Zakładu Fizyki na bazie powstałej w 1953 r. Katedry Fizyki Doświadczalnej
- 1 października 1985 – powstanie Instytutu Fizyki na bazie Samodzielnego Zakładu Fizyki
- 5 listopada 1987 – otwarcie Obserwatorium Astronomicznego na Suhorze
- 1 maja 1988 – powstanie Samodzielnego Zakładu Informatyki w wyniku przekształcenia pracowni Elektronicznej Techniki Obliczeniowej
- 8 stycznia 1991 – powstanie Instytutu Fizyki i Informatyki w wyniku połączenia Instytutu Fizyki i Samodzielnego Zakładu Informatyki
- 31 marca 1994 – przekształcenie Instytutu Techniki w Samodzielny Zakład Techniki
- 20 lipca 1994 – przekształcenie Samodzielnego Zakładu Chemii w Katedrę Chemii oraz Samodzielnego Zakładu Techniki w Instytut Techniki
- 30 sierpnia 2000 – podział Instytutu Fizyki i Informatyki na Instytut Fizyki oraz Katedrę Informatyki i Metod Komputerowych
- 1 września 2006 – zarządzeniem Rektora Akademii Pedagogicznej im. Komisji Edukacji Narodowej w Krakowie z 3 lipca 2006 roku Katedra Chemii została włączona do Instytutu Biologii; zarządzenie Rektora weszło w życie z dniem ogłoszenia z mocą od 1 września 2006 roku
- 22 czerwca 2009 – uzyskanie uprawnień do nadawania stopnia doktora nauk fizycznych w zakresie fizyki

## Struktura wydziału

### Instytut Fizyki
Dyrektor: dr hab. Andrzej Baran
- Katedra Astronomii i Obserwatorium Astronomiczne
- Katedra Fizyki Doświadczalnej
- Katedra Fizyki Teoretycznej i Dydaktyki Fizyki

### Instytut Informatyki
Dyrektor: prof. dr hab. Jacek Migdałek
- Zakład Fizyki Komputerowej i Informatyki Kwantowej
- Zakład Modelowania Matematycznego i Symulacji
- Zakład Badań Edukacyjnych i Nowych Mediów
- Pracownia Kryptografii i Informatyki Kognitywnej

### Instytut Matematyki
Dyrektor: prof. dr hab. Tomasz Szemberg
- Katedra Analizy Matematycznej i Teorii Iteracji
- Katedra Geometrii
- Katedra Równań i Nierówności Funkcyjnych
- Katedra Dydaktyki i Podstaw Matematyki

### Instytut Nauk Technicznych
Dyrektor: dr hab. Henryk Noga, prof. UP
- Zakład Mechaniki i Podstaw Konstrukcji Maszyn
- Zakład Inżynierii i Technologii Materiałów
- Zakład Dydaktyki Przedmiotów Technicznych i Informatycznych
- Zakład Zastosowań Informatyki
- Zakład Elektrotechniki Energetyki i Mechatroniki
- Zakład Materiałów Ferroelektrycznych

## Działalność dydaktyczna
Dostępne kierunki:
- matematyka (studia I, II i III stopnia) – uprawnienia do nadawania stopnia doktora nauk matematycznych w zakresie matematyki od 1970
- fizyka (studia I, II i III stopnia) – uprawnienia do nadawania stopnia doktora nauk fizycznych w zakresie fizyki od 2009
- edukacja techniczno-informatyczna (studia I i II stopnia)
- informatyka

Wydział oferuje specjalności:
- matematyka:
  - matematyka (nauczycielska)
  - matematyka z informatyką (nauczycielska)
  - matematyka z oligofrenopedagogiką (nauczycielska)
  - matematyka stosowana
  - matematyka ekonomiczna
- fizyka:
  - fizyka z matematyką (nauczycielska),
  - fizyka z przyrodą (nauczycielska), (tylko studia I stopnia)
  - fizyka z informatyką (nauczycielska),
  - ekofizyka z ochroną radiologiczną,
  - fizyka z programowaniem aplikacji internetowych.
- ETI:
  - technika z informatyką (nauczycielska),
  - edukacja techniczno-informatyczna z matematyką (nauczycielska),
  - odnawialne źródła energii (nauczycielska),
  - informatyka stosowana w technice
- informatyka:
  - multimedia i technologie internetowe,
  - administracja systemami informatycznymi,
  - social media

## Poczet dziekanów
1. prof. dr Jan Leśniak (1948–1955)
2. dr Anna Zofia Krygowska (1955–1961)
3. dr Krystyna Tryuk (1961–1965)
4. dr hab. Zenon Moszner (1965–1968)
5. dr inż. Józef Musielak (1968–1972)
6. dr Adam Wachułka (1972–1973)
7. dr inż. Józef Musielak (1973–1975)
8. dr hab. Bogdan Nowecki (1975–1981)
9. dr Stanisław Serafin (1981–1984)
10. dr hab. Józef Tabor (1984–1987)
11. dr Stanisław Wołodźko (1987–1990)
12. dr hab. Stefan Turnau (1990–1993)
13. prof. dr hab. Jacek Migdałek (1993–1996)
14. dr hab. Eugeniusz Wachnicki (1996–2002)
15. prof. dr hab. Marek Cezary Zdun (2002–2008)
16. dr hab. Władysław Błasiak (2008–2015)
17. p.o. dr Anna Stolińska (2015–2016)
18. dr hab. inż. Artur Błachowski (od 2016)

## Władze wydziału
W kadencji 2016–2020:
| Stanowisko | Imię i nazwisko               |
| ---------- | ----------------------------- |
| Dziekan    | dr hab. inż. Artur Błachowski |
| Prodziekan | dr Anna Stolińska             |
| Prodziekan | dr inż. Krzysztof Bryła       |